# Kabinett Altmeier I
Das Kabinett Altmeier I war das dritte Kabinett der Landesregierung des Landes Rheinland-Pfalz nach dem Zweiten Weltkrieg. Es begann am 9. Juli 1947 und wurde vom Kabinett Altmeier II abgelöst.

## Landesregierung
| Amt                                                                                             | Name                                     | Partei | Partei |
| ----------------------------------------------------------------------------------------------- | ---------------------------------------- | ------ | ------ |
| Ministerpräsident                                                                               | Peter Altmeier                           |        | CDU    |
| Inneres ab 7. April 1948 zusätzlich Stellvertreter des Ministerpräsidenten                      | Jakob Steffan bis 20. Oktober 1949       |        | SPD    |
| Inneres ab 7. April 1948 zusätzlich Stellvertreter des Ministerpräsidenten                      | Peter Altmeier                           |        | CDU    |
| Justiz, Erziehung und Kultus bis 13. Dezember 1949 Justiz, Unterricht und Kultus                | Adolf Süsterhenn                         | CDU    |        |
| Wirtschaft und Verkehr bis 13. Dezember 1949 Wirtschaft                                         | Fritz Neumayer bis 7. April 1948         |        | FDP    |
| Wirtschaft und Verkehr bis 13. Dezember 1949 Wirtschaft                                         | Peter Altmeier                           |        | CDU    |
| Finanzen bis 9. April 1948 Finanzen und Wiederaufbau                                            | Hans Hoffmann                            |        | SPD    |
| Finanzen bis 9. April 1948 Finanzen und Wiederaufbau                                            | Oskar Stübinger ab 20. Oktober 1949      |        | CDU    |
| Finanzen bis 9. April 1948 Finanzen und Wiederaufbau                                            | Hans Hoffmann ab 14. Dezember 1949       |        | SPD    |
| Arbeit                                                                                          | Wilhelm Bökenkrüger bis 20. Oktober 1949 | SPD    |        |
| Gesundheit und Wohlfahrt bis 20. Oktober 1949 Gesundheit, Wohlfahrt und Arbeit                  | Hans Junglas bis 14. Dezember 1949       |        | CDU    |
| Soziales ab 14. Dezember 1949                                                                   | Jakob Steffan bis 14. September 1950     |        | SPD    |
| Soziales ab 14. Dezember 1949                                                                   | Wilhelm Odenthal                         |        | SPD    |
| Wiederaufbau                                                                                    | Willy Feller bis 9. April 1948           |        | KPD    |
| Landwirtschaft, Ernährung und Forsten bis 14. Dezember 1949 Landwirtschaft, Weinbau und Forsten | Oskar Stübinger                          |        | CDU    |